# Саф-Сар
Саф-Сар (перс. صف سر) — село в Ірані, у дегестані Пасіхан, в Центральному бахші, шагрестані Решт остану Ґілян. За даними перепису 2006 року, його населення становило 835 осіб, що проживали у складі 213 сімей.

## Клімат
Середня річна температура становить 15,25°C, середня максимальна – 29,30°C, а середня мінімальна – 0,21°C. Середня річна кількість опадів – 1161 мм.
| Клімат поселення                              | Клімат поселення | Клімат поселення | Клімат поселення | Клімат поселення | Клімат поселення | Клімат поселення | Клімат поселення | Клімат поселення | Клімат поселення | Клімат поселення | Клімат поселення | Клімат поселення | Клімат поселення |
| Показник                                      | Січ.             | Лют.             | Бер.             | Квіт.            | Трав.            | Черв.            | Лип.             | Серп.            | Вер.             | Жовт.            | Лист.            | Груд.            |                  |
| Середній максимум, °C                         | 10,02            | 10,78            | 13,44            | 19,44            | 23,72            | 27,46            | 29,18            | 29,30            | 25,77            | 21,26            | 16,10            | 11,65            |                  |
| Середня температура, °C                       | 5,11             | 5,88             | 8,55             | 14,54            | 18,83            | 22,54            | 24,90            | 25,00            | 21,48            | 16,98            | 11,82            | 7,34             |                  |
| Середній мінімум, °C                          | 0,21             | 0,98             | 3,65             | 9,64             | 13,93            | 17,65            | 20,62            | 20,74            | 17,20            | 12,69            | 7,56             | 3,06             |                  |
| Норма опадів, мм                              | 120              | 95               | 86               | 52               | 49               | 34               | 31               | 61               | 126              | 189              | 167              | 151              |                  |
| Середньомісячна швидкість вітру, м/с          | 2.14             | 2.40             | 2.38             | 2.30             | 2.28             | 2.42             | 2.50             | 2.36             | 2.06             | 2.04             | 2.06             | 2.02             |                  |
| Середньомісячна сонячна радіація, кДж/м²·день | 6705             | 8845             | 10907            | 15559            | 19580            | 21096            | 21435            | 18298            | 15553            | 10737            | 8494             | 6510             |                  |
| --------------------------------------------- | ---------------- | ---------------- | ---------------- | ---------------- | ---------------- | ---------------- | ---------------- | ---------------- | ---------------- | ---------------- | ---------------- | ---------------- | ---------------- |
| Джерело:                                      |                  |                  |                  |                  |                  |                  |                  |                  |                  |                  |                  |                  |                  |